# Саскатунська єпархія УГКЦ
Саскату́нська єпа́рхія (англ. Ukrainian Catholic Eparchy of Saskatoon) — єпархія Української греко-католицької церкви у складі Вінніпезької митрополії. Єпархію засновано 3 листопада 1956 — першим єпископом був Андрій (Роборецький) (1956—1982). З 28 квітня 2022 року єпархію очолює апостольський адміністратор митрополит Лаврентій Гуцуляк. Юрисдикція єпархії поширюється на провінцію Саскачеван.
Склад єпархії на рік заснування (1956): близько 35 000 вірян, 41 священик (29 єпархіальних і 12 чернечих), які обслуговували 24 парафії, 121 дочірню церкву і 23 місійні станиці.
У єпархії працювали ченці-редемптористи (головний осідок у Йорктоні), сестри-служебниці (вели академію для дівчат у Йорктоні), сестри-йосифітки (вели ризницю і дім для літніх у Саскатуні) та Брати християнських шкіл (вели колегію для хлопців у Йорктоні). У межах єпархії діяли різні організації Католицької акції (бл. 3 000 членів).
У Саскатуні існує Єпархіальний музей марійського мистецтва (бл. 2 000 експонатів) та Інститут імені митрополита Андрея Шептицького для університетської молоді; при парафіях діють рідні школи і курси для молоді (зокрема під час літніх вакацій). Для юнацтва існують літні виховно-відпочинкові оселі.
У 2001 перепис населення Канади вказував на 17 тисяч українських католиків у Саскачевані, проте за даними єпархії з 2004 число вірних не перевищувала 13 тисяч. Стан на 2007: 99 церковних громад, 32 священики (єпархіальні і чернечі), 5 дияконів, 12 700 вірних. В окремих чернечих згромадженнях проживають 17 сестер-монахинь і 14 братів-монахів.
Вірних Української католицької церкви в Саскачевані зорганізовано в 99 парохіях і місіях з 32 священиками, 15 постійними дияконами, 17 монахинями та 14 монахами, які піклуються місіями, школами й шпиталями.

## Єпархи
- Михайло Смолінський (єпископ-номінат з 30 листопада 2023)
- Лаврентій Гуцуляк (з 28 квітня 2022 — апостольський адміністратор)
- Браян Байда (2008—2022)
- Михайло Вівчар (2000—2008)
- Корнелій Пасічний (1995—1998)
- Василь Філевич (1982—1995)
- Андрій Роборецький (1951—1982)

## Галерея

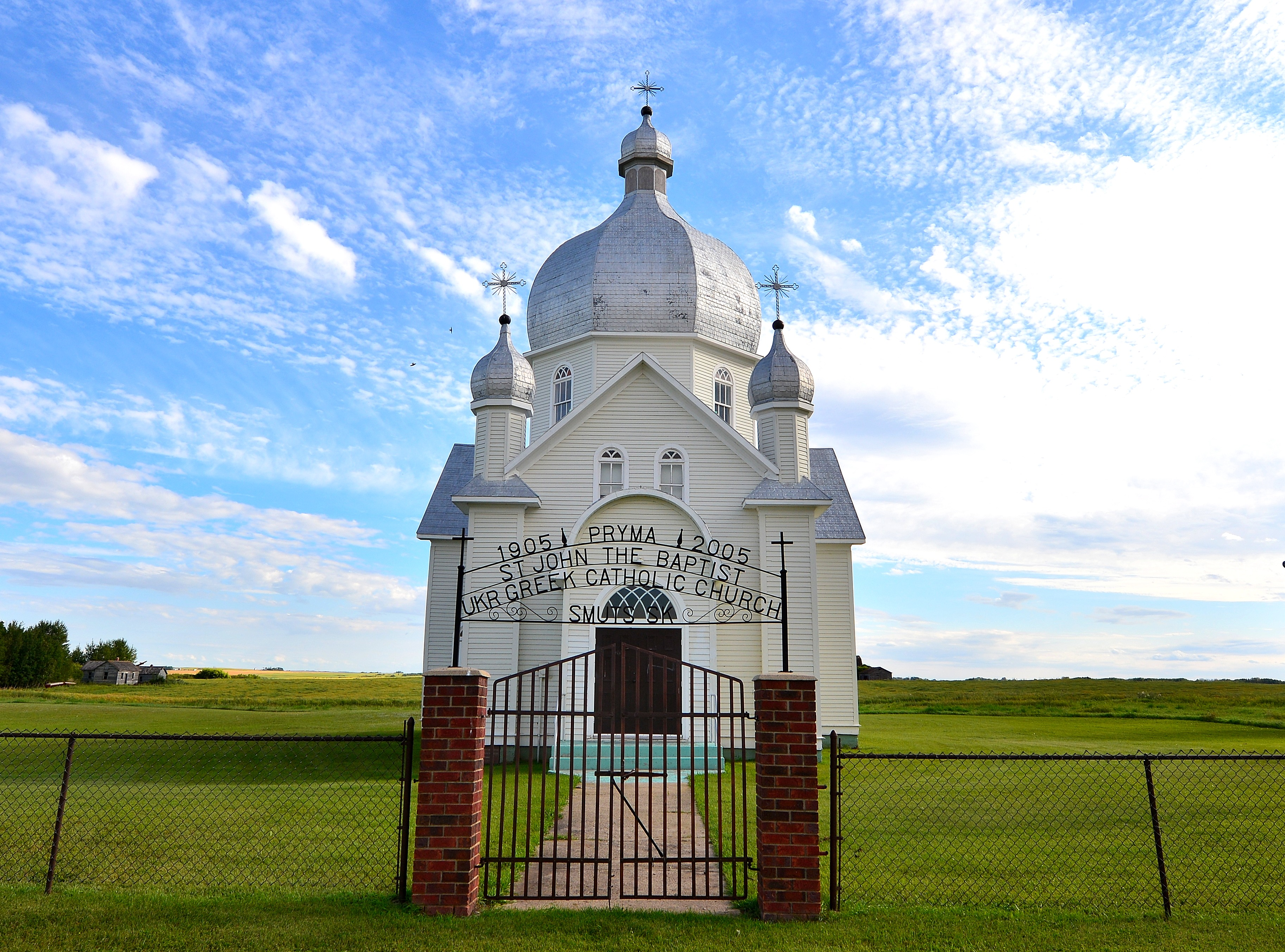
Сматс
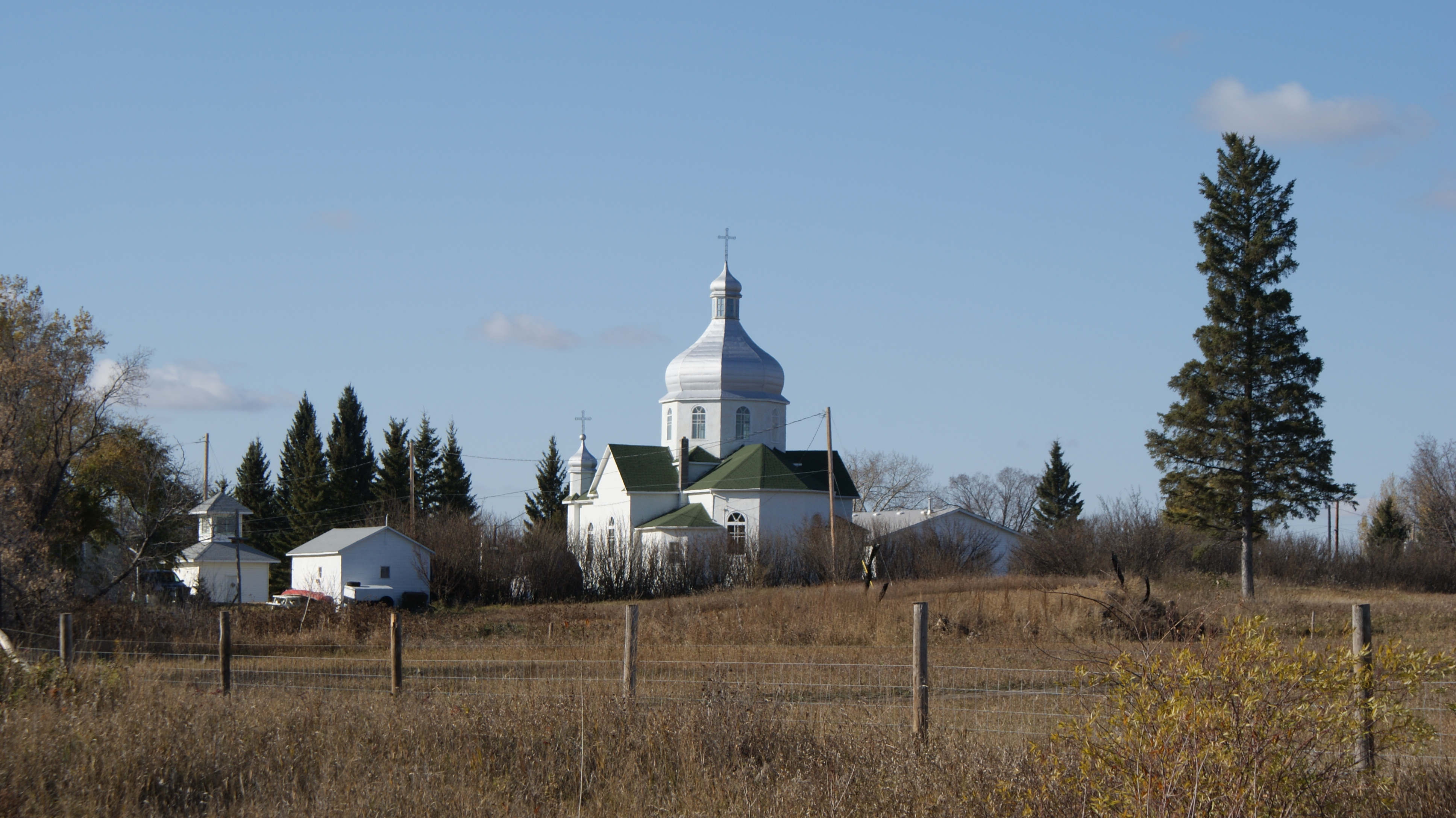
Геффорд